# Meridiano 172 W
O meridiano 172 W é um meridiano que, partindo do Polo Norte, atravessa o Oceano Ártico, Ásia, Oceano Pacífico, Oceano Antártico, Antártida e chega ao Polo Sul. Forma um círculo máximo com o Meridiano 8 E.
Começando no Polo Norte, o meridiano 172º Oeste tem os seguintes cruzamentos:
| País, território ou mar | Notas |
| ----------------------- | --- |
| Oceano Ártico           | |
| Mar de Chukchi          | |
| Rússia                  | Okrug Autónomo de Chukotka - Península de Chukchi |
| Mar de Bering           | Passa a leste da Ilha Arakamchechen, Rússia · Passa a leste do Cabo Chaplino, Rússia · Passa a oeste da Ilha St. Lawrence, Alasca, Estados Unidos · Passa a leste da Ilha St. Matthew, Alasca, Estados Unidos · Passa a leste da Ilha Seguam, Alasca, Estados Unidos |
| Oceano Pacífico         | Passa a oeste da ilha Laysan, Havai, Estados Unidos · Passa a oeste da Ilha Kanton, Kiribati · Passa a leste do atol Orona, Kiribati · Passa a oeste do atol Nukunonu, Toquelau · Passa a leste da ilha Savai'i, Samoa                                               |
| Samoa                   | Ilha Upolu |
| Oceano Pacífico         | |
| Oceano Antártico        | |
| Antártida               | Dependência de Ross, reclamada pela Nova Zelândia |